# 中田はじめ・圭祐
中田はじめ・圭祐（なかたはじめ・けいすけ）は、かつて吉本興業に所属していた漫才コンビ。

## メンバー
中田はじめ（本名：大井肇 1963年7月23日 - ）
- 大阪府岸和田市出身。
- 1985年 中田ボタンに入門。

中田圭祐（本名：二宮啓介 1966年8月15日 - ）
- 大阪府大阪市出身。
- 1984年 中田ボタンに入門。

## 来歴
1986年、共に中田ボタンの弟子同士でコンビを結成し、同年に心斎橋筋2丁目劇場で初舞台、同年京都花月の12月上席で「大井・二宮」の名で劇場デビュー。
デビュー1年目の1987年7月23日には今宮戎で開催されている若手芸人の登竜門の「第8回今宮こどもえびすマンザイ新人コンクール」の奨励賞を皮破りに新人コンクールで賞を数々受賞しており、テレビ・ラジオなどで活躍していたが、1991年にコンビを解散する。
解散後は中田圭祐は「毘沙門天」というコンビを組むが解散し、現在はピンとして映画などにも出演しており、中田はじめは「ラッキースター」というコンビを組み賞も受賞するがコンビ解散し、1995年に吉本新喜劇に入団し現在も個々に活躍している。

## 出演
テレビ
- 素敵!KEI-SHU5（1987年11月 - 1988年10月、関西テレビ/関西ローカル）
- 激笑トーク 紳助VS吉本ニューウェイブ -君はヨシモトを信じますか-（1988年8月26日、毎日放送/関西ローカル）
- 第19回NHK上方漫才コンテスト（1989年、NHK総合/関西ローカル）
- 第11回ABCお笑い新人グランプリ（1990年1月15日、朝日放送/関西ローカル「ABCホリデーワイド」）
- お笑いネットワーク20周年記念特別番組・勢揃い泣いて笑って20年（1990年9月、読売テレビ/関西ローカル）
- やすしの漫才教室（読売テレビ/関西ローカル）

ラジオ
- ABCラジオファンキーズ（1988年4月 - 9月、朝日放送）- 金曜日担当。

## 受賞歴
- 1987年 第8回今宮こどもえびすマンザイ新人コンクール 奨励賞
- 1989年 昭和63年度 第19回NHK上方漫才コンテスト 優秀賞
- 1990年 第11回ABCお笑い新人グランプリ 優秀新人賞